# ملالی (بردع)
ملالی (به لاتین: Mollalı) یک منطقه مسکونی در جمهوری آذربایجان است که در شهرستان بردع واقع شده‌است. ملالی ۲۵۶۸ نفر جمعیت دارد.